# Winthemia hokkaidensis
Winthemia hokkaidensis är en tvåvingeart som beskrevs av Baranov 1939. Winthemia hokkaidensis ingår i släktet Winthemia och familjen parasitflugor. Inga underarter finns listade i Catalogue of Life.